# 奥尼昂塔 (阿拉巴马州)
奥尼昂塔，是美国阿拉巴马州下属的一座城市，布朗特县的縣治所在。面积约为15.17平方英里（约合39.28平方公里）。根据2000年人口普查，该市有人口5,576人。根据2010年人口普查，该市有人口6,567人，人口密度为433.01/平方英里（约合167.18/平方公里）。廊橋節是在奥尼昂塔舉辦。

## 地理
奥尼昂塔的座標為33°33′48″N 86°17′04″W / 33.5632291°N 86.2843586°W（33.5632291,-86.2843586）。根據2000年人口普查，本城面積為15.4平方英里（39.89平方），其中15.3平方英里（39.63平方）為陸地，0.1平方英里（0.26平方）為水域。